# Curtil-sous-Burnand
Curtil-sous-Burnand – miejscowość i gmina we Francji, w regionie Burgundia-Franche-Comté, w departamencie Saona i Loara.
Według danych na rok 1990 gminę zamieszkiwało 130 osób, a gęstość zaludnienia wynosiła 16 osób/km² (wśród 2044 gmin Burgundii Curtil-sous-Burnand plasuje się na 780. miejscu pod względem liczby ludności, natomiast pod względem powierzchni na miejscu 1040.).